# Thomas Topham
Thomas Topham (Londres, 1710-10 de agosto de 1749) fue un famoso forzudo del siglo XVIII.

## Vida
Thomas Topham fue el hijo de un carpintero que le enseñó su profesión. En la primera etapa de su vida fue arrendador de la posada Red Lion Inn, situada cerca del Hospital de St. Luke; a pesar del fracaso de su negocio pronto logró sacar beneficio y hacerse famoso a través de sus proezas de fuerza. Su primera exhibición consistía en que, tumbado boca arriba, con los pies apoyados contra la muralla de protección que dividía el Alto Moorfields y el Bajo, jalaba una cuerda en contra de un caballo. El 10 de julio de 1734 en la Sala de la Stationers Company se celebró un concierto, en su beneficio; durante el espectáculo mostró una diversidad de presentaciones hercúleas; el cartel publicitario del evento, con un grabado xilográfico, se ha conservado hasta el día de hoy (Burney Colección, British Museum): muestra la imagen del forzudo extendido entre dos sillas con una copa de vino en la mano derecha y cinco hombres de pie encima de su cuerpo. Por aquel entonces, o puede que un poco más tarde, se hizo arrendador del Duke's Head, una taberna en Cadd's Row (posteriormente, St. Alban's Place), cerca de Islington Green.
Thomas Topham expuso su fuerza en Irlanda (en abril de 1737) y en Escocia; en Macclesfield, Cheshire, los miembros de la corporación municipal se quedaron tan impresionados con sus proezas que le entregaron una bolsa con oro y buffet libre. En Derby enrolló un plato de estaño de siete libras de peso como uno enrolla una hoja de papel, envolvió un espetón alrededor del cuello de un caballerizo que lo había insultado y con solo una mano levantó al señor Chambers, un sacerdote de la iglesia de All Saints, que pesaba 27 stones (380 libras o 170 kilogramos). Él podía extenderse entre dos sillas con cuatro personas encima de su cuerpo y a pesar de esto “moverse como deseara”. Además Thomas Topham entretenía a los presentes entonando la canción Mad Tom (Loco Tom), aunque su voz era "más terrible que agradable" .
El 28 de mayo de 1741 para celebrar la captura de Portobelo por el almirante Edward Vernon Thomas Topham, en presencia del mismo almirante y numerosos espectadores, actuó en la posada Apple Tree Inn, que anteriormente se situaba delante de la Prisión londinense de Coldbath Fields. Allí, de pie sobre el escenario de madera, levantó del suelo tres barriles de agua de 1,336 libras de peso (606 kilogramos) unas pulgadas, para lo que usó un aparejo y una cuerda resistente situados encima de sus hombros. Este espectáculo fue representado en un grabado publicado por W.H. Toms en julio de 1741, a partir de un dibujo de C. Leigh (cf. el grabado xilográfico en Pink's Clerkenwell, p. 78). Una noche le pidieron que transportara a un guardián en su garita desde Chiswell Street y echara al durmiente por encima de la tapia del cementerio de Bunhill Fields. Un día en la calle Hackney Road estuvo reteniendo a un caballo y su carro a pesar de los esfuerzos del conductor por proseguir. El doctor John Theophilus Desaguliers, entre otras proezas de Topham observadas por él, señala el doblar una barra de hierro en ángulo casi recto golpeándola para esto contra su brazo izquierdo desnudo.
El doctor Desaguliers ayudó a Topham a hacerse famoso: lo invitó a actuar en las reuniones de la Royal Society, lo contrató como guardaespaldas durante sus viajes y animaba a Topham a actuar en los lugares que visitaban, en posadas y plazas públicas. 
En 1745, habiendo abandonado Islington, Topham se convirtió en propietario de La Campana y el Dragón, una posada en Hog Lane, St. Leonard's, Shoreditch. Allí él actuaba por su precio habitual: un chelín por persona.
Topham fue francmasón y miembro de la "Logia de Forzudos" (Notes and Queries, 5th ser. vi. 194). En el Museo Británico se conserva un plato de peltre fino, enrollado por Topham el 3 de abril de 1737, está marcado con los nombres del señor Desaguliers y otros testigos de la actuación (cf. Cromwell, Islington, p. 245).
Topham medía unos cinco pies y diez pulgadas (1,77 ms) de estatura, con constitución y musculatura proporcionados, pero caminaba cojeando ligeramente. De él decían que normalmente su estado de ánimo era apacible. Sin embargo, se encolerizó hasta la locura por la infidelidad de su esposa, la apuñaló y luego se hirió a sí mismo tan gravemente que unos días después murió en La Campana y el Dragón, el 10 de agosto de 1749. Fue enterrado en la iglesia de St. Leonard's, en Shoreditch.